# Boehmeria conica
Boehmeria conica là loài thực vật có hoa trong họ Tầm ma. Loài này được C.J.Chen, Wilmot-Dear & Friis mô tả khoa học đầu tiên năm 2003.